# بيرتوبروتينيب
بيرتوبروتينيب(Pirtobrutinib )، الذي يُباع تحت الإسم التجاري جايبيركا(Jaypirca )، هو دواء يستخدم لعلاج سرطان الغدد الليمفاوية الخلوي (MCL) و ذلك عندما تفشل العلاجات الأخرى.  و يتم تناوله عن طريق الفم. 
تشمل الآثار الجانبية الشائعة لهذا العقار على: التعب، و آلام الجهاز العضلي الهيكلي، و الإسهال، و التورم، و ضيق التنفس، و الالتهاب الرئوي، و الكدمات.  إضافة إلى ذلك، قد تشمل التشوهات المعملية انخفاض عدد الخلايا المتعادلة، أو انخفاض عدد الخلايا الليمفاوية، أو انخفاض عدد الصفائح الدموية.  كما و قد تشمل الآثار الجانبية الأخرى الرجفان الأذيني و ظهور أنواع أخرى من السرطانات.  أما استخدامه أثناء الحمل فقد يؤدي إلى الإضرار بالجنين.  يعمل على تثبيط الخلايا الليمفاوية عن طريق منع كيناز تيروزين بروتون (BTK). 
تمت الموافقة على بيرتوبروتينيب للاستخدام الطبي في الولايات المتحدة في عام 2023.  و في أوروبا تمت التوصية بالموافقة المشروطة في عام 2013.  في الولايات المتحدة تبلغ التكلفة حوالي 22000 دولار أمريكي شهريًا اعتبارًا من عام 2023. 